# Streichfarbe
Der Begriff Streichfarbe (auch Streichmasse) ist in der Papierindustrie geläufig und bezeichnet Anstrichmittel, bestehend aus Pigmenten, Bindemittel und Additiven, die auf die Papieroberfläche mit speziellen Streichmaschinen zur Oberflächenveredelung des Papiers aufgetragen (gestrichen) werden. Diese Papiere werden als „gestrichene Papiere“ bezeichnet und zeichnen sich durch eine bessere Bedruckbarkeit und Haptik aus.
Die Oberflächenbehandlung von Papier mit Bindemittel, aber ohne Pigmente, wird als Leimung bezeichnet.

## Historische Entwicklung
Gestrichene Papiere sind bereits im alten China und in Arabien bekannt gewesen. Dabei verwendete man Stärke und Mineralien, die mit der Hand auf die Papieroberfläche aufgestrichen wurden (Handpapiermacherei). Maschinell wurden Streichfarben erstmals im Jahre 1866 in Dresden mit einer Walze auf Papier aufgetragen und anschließend mit Bürsten verrieben und geglättet. Die weitere Entwicklung wurde in Deutschland durch die Buntpapierfabrik in Aschaffenburg und durch die Papierfabriken Scheufelen (1892) und Zanders (1895) vorangetrieben. Die technische Weiterentwicklung der Online-Streichmaschinen führte zu Maschinen mit einer Breite von über 10 Meter und einer Laufgeschwindigkeit von über 3000 m/Min.

## Ziele der Oberflächenveredelung
- Verbesserung der Bedruckbarkeit
- Erzielung einer glatteren, homogeneren Oberfläche
- dem Druckverfahren angepasste Benetzbarkeit
- optimale Tintenaufnahme / Tintenstandsvermögen
- bessere Gesamtopazität
- Glanz (wenn gefordert)
- Besseres visuelles und/oder haptisches Erscheinungsbild (höherwertiges Papier)
- Erhöhung des Flächengewichts und der Dichte

## Stricharten
- Stärkestrich (Oberflächenleimung mit einer Stärkelösung)
- Pigmentstrich (pigmenthaltige Streichfarbe)

## Zusammensetzung von Streichfarben
Die Hauptbestandteile von Streichfarben sind:
- Wasser
- Pigmente (in der Regel mineralische Weißpigmente bzw. Weißminerale),
- Dispergiermittel für Pigmente (in der Regel Polyacrylate)
- Bindemittel (in der Regel synthetische Acrylat-Copolymere)
- Stärke
- Verdickungsmittel (in der Regel Methylcellulose-Derivate oder Acrylat-Copolymere)
- Additive zur Regulierung der Viskosität und des Wasserrückhaltevermögens
- Hilfsmittel zur Verminderung des Nassabriebes
- Nuancierfarbstoffe, zum Beispiel optische Aufheller
- Schaumverhütungsmittel
- Biozide

Der Feststoffanteil beträgt in einer Streichfarbe etwa 65–70 Gew.%, davon fast 90 % Pigmente. Der Bindemittelanteil liegt bei 10–15 Gew.% (bezogen auf die Trockensubstanz), alle anderen Additive werden in geringen Konzentrationen (unter 1 Gew.%) zugegeben. Von besonderer Bedeutung ist die Auswahl der Pigmente, denn sie bilden den eigentlichen „Körper“ des Strichs. Die Auswahl der Pigmente richtet sich nach den Qualitätsanforderungen der gestrichenen Papiere, zum Beispiel:
- Weiße
- Opazität
- Glätte
- Glanz
- Rupffestigkeit
- Bedruckbarkeit

In der Regel stehen Bedruckbarkeit und Wirtschaftlichkeit im Vordergrund. Zur Erzielung optimaler Qualitäten müssen Pigment und Bindemittel (zum Beispiel hart oder weich) aufeinander abgestimmt sein. Bei der Auswahl der Pigmente sind die wichtigsten Kriterien die Teilchengröße (0,1 bis 5 µm), die Teilchenform (Plättchen, Kugeln, Nadeln), die Weiße und der Bindemittelbedarf. In der Hauptsache werden Calciumcarbonate, Kaoline und Talkum verwendet. Als Spezialpigmente mit besonderen Effekten wie Glanz und Haptik werden Satinweiß (Calciumaluminatsulfat) oder calcinierte Clays eingesetzt. Weil Streichpigmente kostengünstiger sind als Zellstoff, und weil auch Recycling-Papiere mit Streichpigmenten aufgewertet werden können, ist der Bedarf an Streichpigmenten enorm gewachsen. Alleine in Europa werden inzwischen über 10 Millionen Tonnen pro Jahr verwendet.

### Sorten von gestrichenen Papieren
Streichrohpapiere können holzhaltig oder holzfrei sein (siehe Papier). Gestrichene Papiersorten sind vor allem Kunstdruckpapiere (Buchdruck), Magazindruckpapiere (Illustrierte) und Faltschachtelkartons, während zum Beispiel Zeitungspapiere oder Büro-Copierpapiere nicht oder nur minimal gestrichen sind. Die Qualitätsanforderungen des Strichs richtet sich vor allem nach dem Druckverfahren (Offsetdruck / Tiefdruck). Das „Strichgewicht“ (Auftragsgewicht) kann 10 bis 30 g/m² je Seite (Oberseite oder Unterseite) betragen und bis zu 50 % des Papiergewichtes ausmachen. Je nach Strichgewicht werden gestrichene Papiere in verschiedene Klassen eingeteilt:
- Bei Minimalstrichen von unter 5 g/m² spricht man von oberflächenpigmentierten Papieren.
- ULWC-Papiere (ultra light weight coated paper) liegen im Bereich von 5–6 g/m² Strichgewicht je Seite
- LWC-Papiere (light weight), 7–12 g/m² je Seite
- MWC-Papiere (medium weight), 10–15 g/m² je Seite
- HWC-Papiere (heavy weight) bis 20 g/m² je Seite
- Kunstdruckpapiere 20–30 g/m² je Seite
- Faltschachtelkarton 15–30 g/m² je Seite

## Technik des Streichens
Beim Streichen von Papier und Karton unterscheidet man zwischen
- Bladestreichen: Hierbei wird die Streichfarbe im Überschuss auf das Papier aufgetragen und danach der Überschuss mit einem Blade (Klinge) wieder entfernt, sodass eine absolut ebene Oberfläche entsteht. Das Blade (eine scharfe Metallklinge) kann auch durch einen sich drehenden Stab (mit oder ohne Rillen) das sogenannte Rollrakel oder einen Luftstrom (Airknife bzw. Luftmesser) ersetzt werden
- Filmpresse: Hierbei wird das Papier in einem Spalt zwischen zwei Walzen durchgeführt, wobei die Streichfarbe auf das Papier übertragen wird. Die Streichfarbe wurde zuvor mittels Rollrakel als „Film“ auf die Walzen vordosiert. Dieser Film wird dann im Spalt von der Walze auf die Papierbahn übertragen. Dabei ist es möglich auf der Vorder- bzw. Rückseite (jeweilige Walze) unterschiedliche Streichfarben aufzutragen. Mittels Filmpressen werden nicht nur Streichfarben, sondern auch Stärkelösungen (Leim) auf das Papier aufgebracht.

- Bei der Leimpresse wird das Papier ebenfalls durch einen Spalt zwischen zwei Walzen geführt, wobei der Leim (Stärkelösung) nicht auf die Walzen vordosiert wird, sondern sich in einem offenen Sumpf zwischen den beiden Walzen befindet, welcher von der Papierbahn durchlaufen wird.

- Gussstreichen: Hierbei wird die Streichfarbe auf das Papier gebracht, und danach um einen großformatigen, hochglanzpolierten, verchromten und dampfbeheizten Zylinder geführt. Dabei nimmt die Streichfarbe zum einen die Oberflächenstruktur des Zylinders (Glätte) an und wird zum anderen gleichzeitig getrocknet.
- Vorhangstreichen: Beim Vorhangstreichen (Curtain Coating) wird die Streichfarbe durch einen Spalt (Düse) auf die sich darunter horizontal bewegende Papierbahn in Form eines Vorhangs dosiert. Der Vorteil dieses Streichverfahrens ist, dass es kontaktlos (ohne Walze oder Rakel) arbeitet, und daher weniger Abrisse der Papierbahn verursacht. Verfahrensbedingt ist es in Bezug auf die chemisch/physikalischen Eigenschaften der Streichfarbe (Viskosität, Luftgehalt Temperatur etc.), und den Maschinenbau (Aerodynamik der Papierbahn, Gleichlauf der gesamten verfahrenstechnischen Maschinenkette und deren Peripherie etc.) sehr anspruchsvoll.
- Sprühstreichen: Die Streichfarbe wird durch eine Vielzahl von Düsen auf das vorbeiziehende Papier aufgesprüht. Dieses Verfahren konnte sich am Markt nicht durchsetzen, da es maschinell anspruchsvoll ist (Verstopfung der Düsen, Umgebungssprühnebel), und das Strichbild nicht den Erfordernissen entspricht.

## Arten des Auftrags
- Walzen und Rollen (z. B. Filmstreichen aber auch bei manchen Bladestrichen)
- Schlitzdüsen (z. B. Vorhangstreichen, aber auch bei manchen Bladestrichen)
- Sumpf (z. B. Leimpresse)
- Sprühdüsen (Spraycoater)

## Arten des Strichs
- Egalisierender Strich: Hierbei wird der im Überschuss der auf das Papier aufgebrachten Streichfarbe durch ein Rakel von der Papieroberfläche wieder abgerakelt (abgeschabt), sodass eine in sich unterschiedlich dicke Schicht von Streichfarbe auf dem Papier verbleibt, welche die Unebenheiten der Papieroberfläche ausgleicht (egalisiert). Dies führt zwar zu einer glatteren Oberfläche des Papiers aber zu einem uneinheitlichen Erscheinungsbild desselben, da keine einheitliche Streichfarbenschicht die Oberfläche bedeckt und das Rohpapier stellenweise durchscheinen kann. Zu dieser Gruppe zählen des Streichen mit steifem oder biegsamem Blade, Rollrakel oder Luftmesser.
- Konturstrich: Hierbei wird eine Schicht Streichfarbe auf das Papier aufgebracht, welche sich entsprechend der Papieroberfläche wie ein Film auf das Papier legt, und den Unebenheiten der Oberfläche folgt. Hierbei erzielt man eine gute Abdeckung des Rohpapiers, da der Streichfarbenfilm überall gleich stark ist, jedoch bleibt die Oberfläche des Papiers uneben. Film- und Leimpressen, Curtaincoater und Sprühcoater zählen zur Gruppe der Konturstriche.